# Бургундські війни

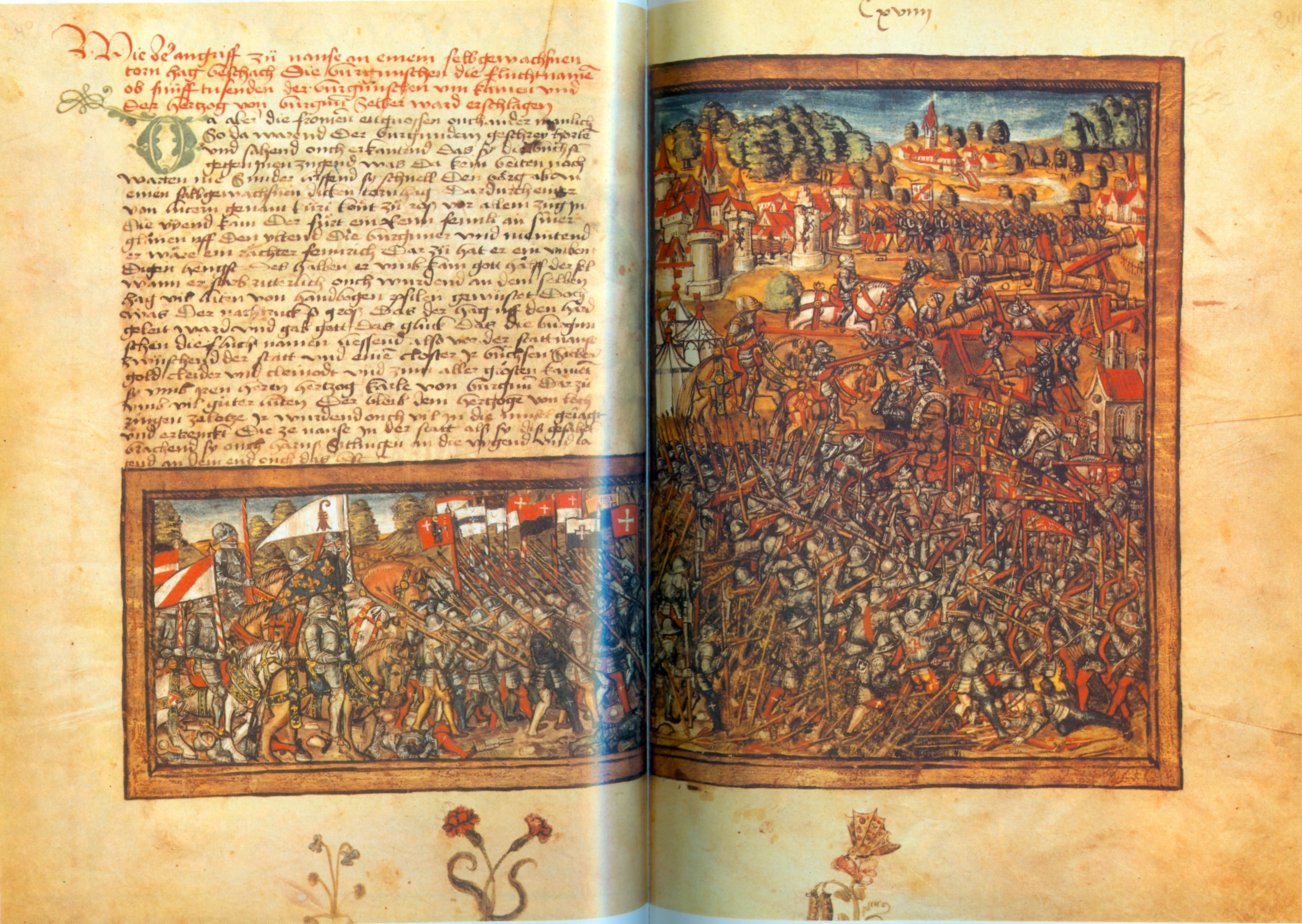
Битва при Нансі, Бургундські війни. Малюнок із хроніки 1515 року

Бургундські війни (1474—1477) — серія воєнних конфліктів між Бургундським герцогством, з одного боку, та Францією і Швейцарським союзом, з іншого. Воєнні дії, що почались у 1474 році, розвивались невдало для герцога Бургундії Карла Сміливого, й завершились у 1477 році його смертю в битві під Нансі. У результаті Бургундська держава була розділена між королем Франції та династією Габсбургів, а Швейцарія посилила свою незалежність і стала однією з найсильніших у воєнному сенсі держав Західної Європи.

## Передумови

Франція у 1477 році
Королівський домен
Володіння Карла Сміливого

Упродовж другої половини XIV століття — першої половини XV століття герцоги Бургундські поступово розширювали свої володіння шляхом династичних шлюбів та військових операцій проти сусідніх князів. До середини XV століття до складу Бургундії увійшли Бургундське графство, Ретель, Люксембург, Ніверне, Фландрія, Геннегау, Брабант, Лімбург, Голландія і Зеландія. За своєю економічною та воєнною міццю герцоги Бургундії могли конкурувати з королями Франції, васалами яких вони були. У період Столітньої війни бургундські правителі неодноразово надавали підтримку англійцям проти свого сюзерена, а по її закінченню домоглись приєднання до своїх володінь низки територій французького королівського домену, включаючи багаті міста Пікардії. Слабкою стороною Бургундської держави була розрізненість його території: економічно розвинені Нідерланди були відокремлені від власне герцогства Бургундія землями французького короля й територіями невеликих напівнезалежних князівств Священної Римської імперії. У зв'язку з цим стратегічно важливим для герцога Карла Сміливого був контроль над Ельзасом і Лотарингією, що дозволяв зв'язати в одне ціле дві основні частини Бургундської монархії.
Французькі королі завжди невдоволено ставились до розширення володінь та впливу свого васала. Столітня війна й конфлікти навколо французького престолу тривалий час не дозволяли королям провадити ефективну політику зі стримування експансії Бургундської держави. Однак вже у правління Карла VII почалось поступове посилення королівської влади у Франції й наступ на фактично незалежних найбільших васалів короля. Син Карла VII Людовік XI, пережив на початку свого правління громадянську війну з баронами держави, яких очолювали герцоги Бургундський та Бретонський, завдяки тонкій дипломатії, зміг зберегти та посилити позиції королівської влади та перейти в наступ проти Бургундії. Людовіку XI вдалось залучити на свій бік Габсбургів, що остерігались посилення бургундського впливу у родових володіннях дому в Ельзасі, а також Швейцарський союз, північно-західним рубежам якого також загрожувала агресивна політика Карла Сміливого.

## Хід воєнних дій

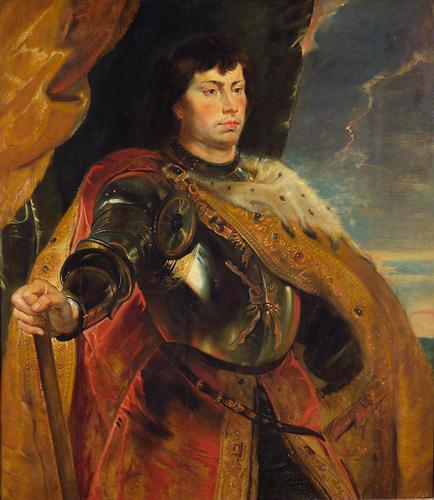
Карл Сміливий, герцог Бургундії

У 1469 році герцог Передньої Австрії й Тіролю Сигізмунд Габсбург уклав із Карлом Сміливим Сент-Омерський договір, за яким передав останньому в лен свої володіння в Ельзасі. Цей крок, імовірно, пояснювався бажанням Сигізмунда заручитись підтримкою Бургундії в його боротьбі зі Швейцарським союзом. Однак Карл не став атакувати Швейцарію, на що, можливо, сподівався австрійський герцог, надаючи перевагу експансії в напрямку середнього Рейну. У 1473 році Бургундія атакувала архієпископство Кельнське, обложивши місто Нойс. У той самий час Карл Сміливий заборонив торгівлю громадянам своїх широких земель з містами Базель, Страсбург і Мюльхаузен, які підтримували Швейцарію.
У 1474 році експансійна політика Бургундії вперше зазнала низки невдач: облога Нойсса провалилась, лотаринзькі міста звернулися по воєнну допомогу до Швейцарії, а імператор Священної Римської імперії Фрідріх III змусив свого родича Сигізмунда Габсбурга відмовитись від союзу з Бургундією. Того ж року Габсбурги уклали мирну угоду із Швейцарією в Констанці та воєнний союз проти Бургундії. На вимогу Сигізмунда дозволити йому викуп ельзаських земель, Карл Сміливий відповів відмовою. Більше того, бургундські війська під командуванням Петера фон Гагенбаха швидко зайняли фортеці у Ельзасі. У відповідь об'єднані швейцарсько-австрійські війська вторглись до Франш-Конте й у листопаді 1474 року в битві під Ерікуром здобули перемогу над бургундською армією.
У 1475 році війська кантону Берн завоювали Во, володіння герцога Савойського, союзника Карла Сміливого. За підтримки бернців у Вале повстали міські комуни, які розбили савойську армію у битві під Плантою в листопаді 1475 року й звільнили територію нижнього Вале. На початку 1476 року швейцарці захопили савойський замок Грансон, але невдовзі його взяла в облогу армія Карла Сміливого. Захисники Грансона капітулювали перед переважаючими силами й були віроломно вбиті бургундцями. Війська Швейцарського союзу завдали рішучої поразки Карлу Сміливому в битві під Грансоном, змусивши герцога тікати з поля бою, кинувши свою артилерію й боєприпаси.
Бургундії вдалось незабаром зібрати нову армію, яку, однак, також розбили швейцарці під Муртеном. Фінальним епізодом Бургундських війн стала битва під Нансі 1477 року, в ході якої швейцарсько-лотаринзькі війська розгромили бургундців, а сам герцог Карл Сміливий був убитий.

## Наслідки
Зі смертю Карла Сміливого династія герцогів Бургундії припинилась. Він залишив по собі єдину дочку Марію, яка була у шлюбі з сином імператора Фрідріха III Максиміліаном Габсбургом. Між Габсбургами й королем Франції розгорнулась боротьба за бургундську спадщину. За Арраським миром 1482 року колишня територія Бургундії була розділена: Габсбурги отримали Нідерланди й Люксембург, а король Франції — власне Бургундське герцогство і Бургунське графство (Франш-Конте) на півдні й Пікардію у Фландрії на півночі. У 1493 році за новою Санліською мирною угодою Бугундське графство було повернуто Габсбургам за підтримку французького короля Карла VIII в його поході до Італії.
Крах Бургундії дозволив королю Франції об'єднати свою державу й перетворити її на централізовану монархію, що претендує на гегемонію в Західній Європі. Для Австрії приєднання бургундських Нідерландів, Люксембургу й Франш-Конте стало першим кроком на шляху до створення потужної багатонаціональної держави.
Перемоги швейцарських військ над силами Бургундії, однієї з найсильніших європейських держав, різко підняли воєнний престиж Швейцарії, створивши швейцарським солдатам репутацію непереможних. Починаючи з епохи Бургундських війн швейцарські найманці стали вкрай активно залучатись на воєнну службу в інших державах Європи.

## Битви Бургундських війн
- Битва під Ерікуром
- Битва під Плантою
- Битва під Грансоном
- Битва під Муртеном
- Битва під Нансі